# Juniperus durangensis
Juniperus durangensis là một loài thực vật hạt trần trong họ Cupressaceae. Loài này được Martínez mô tả khoa học đầu tiên năm 1946.